# کارلو لاتنزیو
کارلو لاتنزیو (انگلیسی: Carlo Lattanzio؛ زادهٔ ۲۵ ژوئیهٔ ۱۹۹۷) بازیکن فوتبال اهل آرژانتین است.
از باشگاه‌هایی که در آن بازی کرده‌است می‌توان به باشگاه فوتبال استودیانتس اشاره کرد.